# Landespolizei

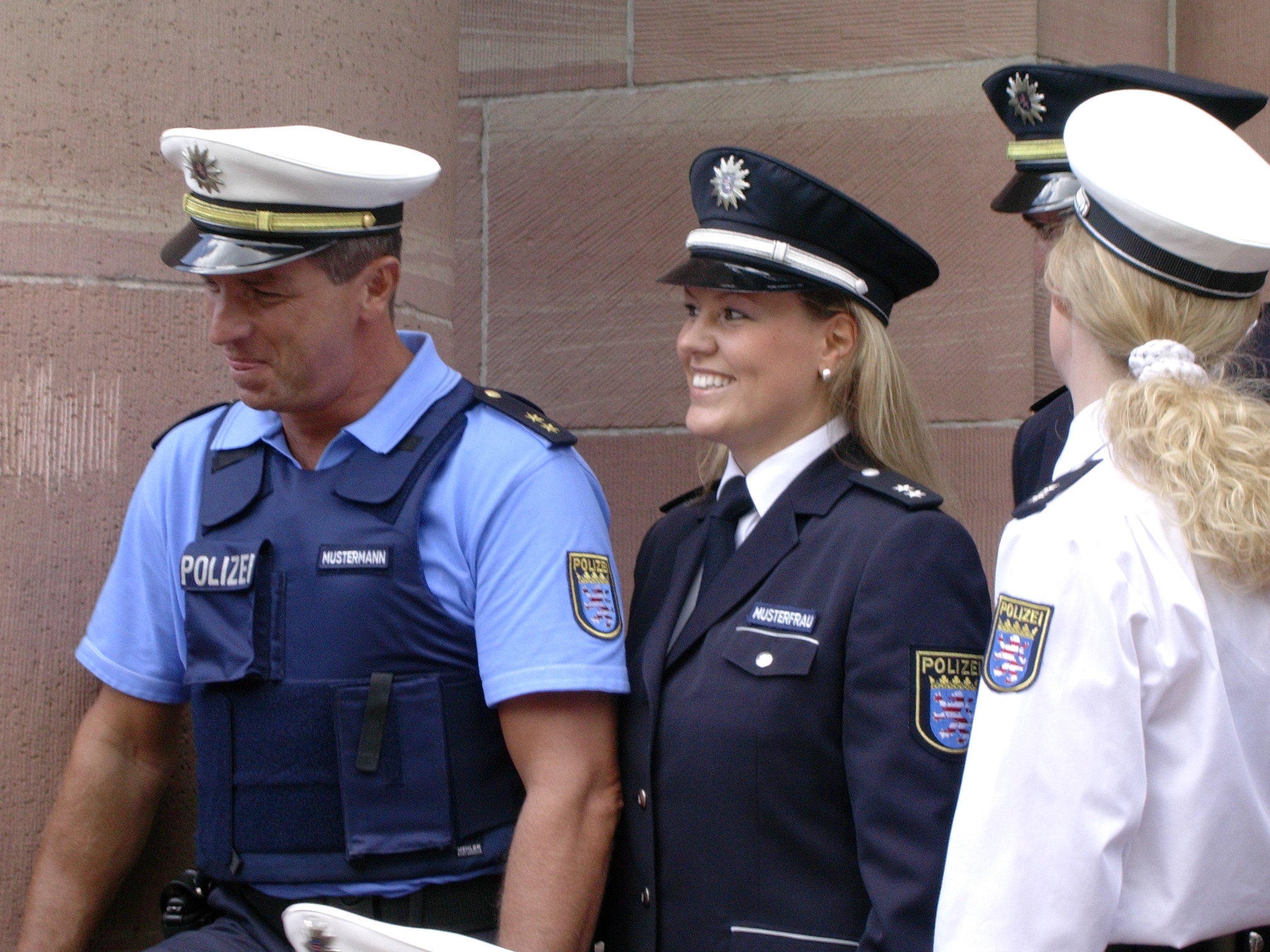
Olika uniformstyper inom Hessens polis.

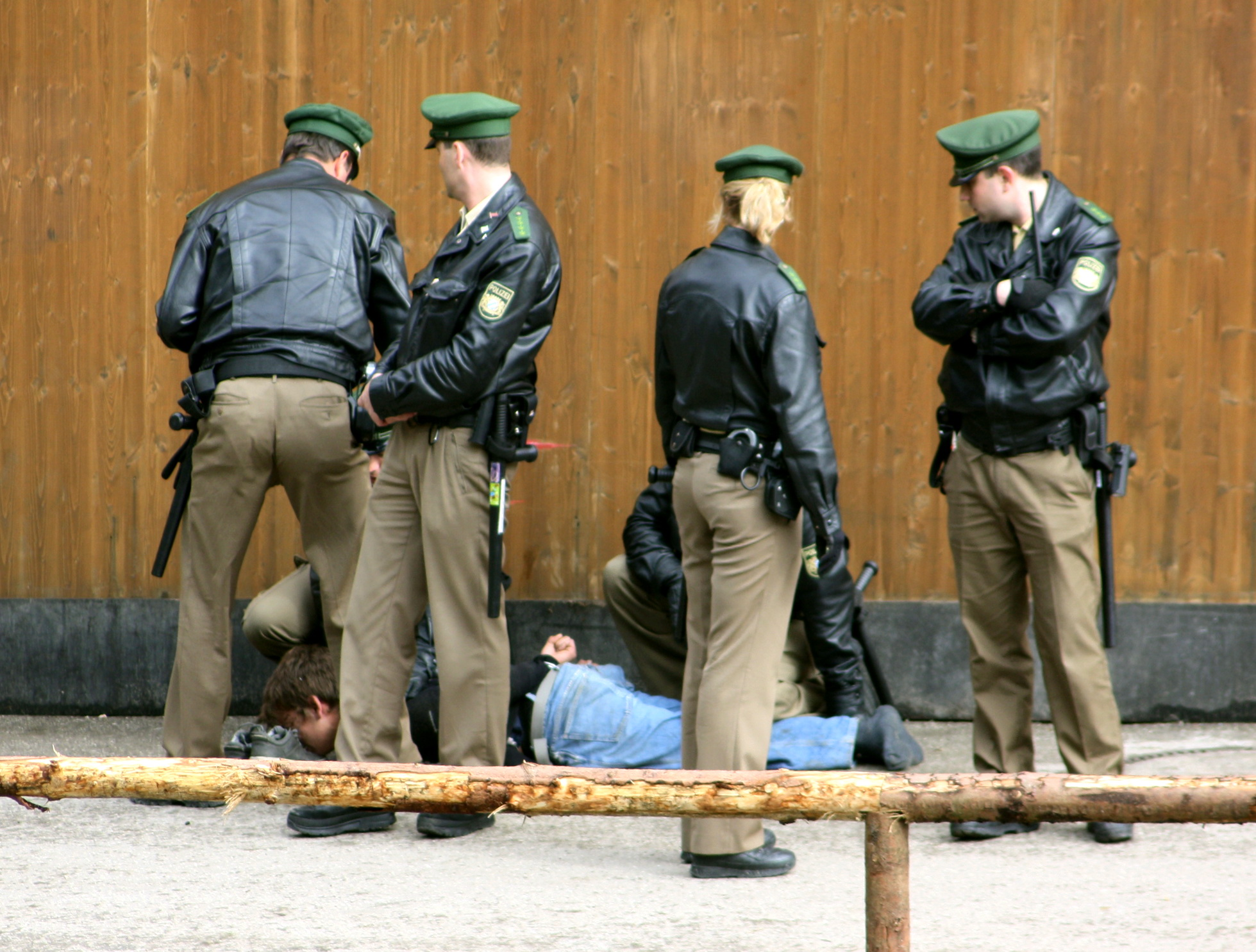
Bayerns polis i ingripande under Oktoberfest 2010. Tyska polisuniformer har under 2000-talet harmoniserats med övriga EU-länder och gått från grönt och khaki till blåaktiga uniformer. Den här uniformen utmönstrades i Bayern 2018.

Landespolizei avser polisstyrkorna tillhörande förbundsländerna i Tyskland. Tysklands grundlag tilldelar i princip förbundsländerna rätten att bedriva polisverksamhet inom sina territorium, även om vissa förbehåll och överlapp finns med polisverksamhet på förbundsnivå.
På förbundsnivå finns Bundespolizei, Bundeskriminalamt och Verfassungsschutz.

## Bakgrund
Landespolizei har sina rötter i 1800-talet då varje tysk stat och provins hade sina egna polisstyrkor. I Tredje riket gick Landespolizei upp i Ordnungspolizei som existerade från 1936 till 1945. 
Efter andra världskriget återinrättades Landespolizei i Västtyskland, medan Östtyskland hade en federal polisstyrka, Volkspolizei. Vid återföreningen 1990 upplöstes Volkspolizei.

## Förbundsländernas poliskårer
| Förbundsland        | Namn                             | Sigill eller ärmmärke | Not |
| ------------------- | -------------------------------- | --------------------- | --- |
| Baden-Württemberg   | Polizei Baden-Württemberg        |                       |     |
| Bayern              | Bayerische Polizei               |                       |     |
| Berlin              | Polizei Berlin                   |                       |     |
| Nordrhein-Westfalen | Polizei Nordrhein-Westfalen      |                       |     |
| Schleswig-Holstein  | Landespolizei Schleswig-Holstein |                       |     |